# Bobia
Bobia es una localidad del municipio leonés de Soto y Amío, en la Comunidad Autónoma de Castilla y León. 
La iglesia está dedicada a san Juan.

## Localidades limítrofes
Confina con las siguientes localidades:
- Al norte con Mora de Luna.
- Al noreste con Vega de Caballeros.
- Al este con Quintanilla.
- Al sureste con Formigones.
- Al sur con Riocastrillo de Ordás.
- Al suroeste con Santovenia.
- Al oeste con Soto y Amío.

## Demografía
Evolución de la población
| Gráfica de evolución demográfica de Bobia entre 2000 y 2017        |
|                                                                    |
| Población de derecho (2000-2017) según el padrón municipal del INE |

## Historia
Así se describe a Bobia en el tomo IV del Diccionario geográfico-estadístico-histórico de España y sus posesiones de Ultramar, obra impulsada por Pascual Madoz a mediados del siglo XIX:

Lugar en la provincia de León (5 leguas), partido judicial de Murias de Paredes (4), diócesis de Oviedo (16), audiencia territorial y capitanía general de Valladolid (27), ayuntamiento de Soto y Amio; Situado en la ladera meridional de una cuesta, con libre ventilación y clima sano, pues no se conocen otras enfermedades comunes que algunas reumas y pulmonías. Tiene 8 casas; iglesia parroquial (San Miguel Arcángel); una ermita dedicada al Santo Cristo de las Angustias; y una fuente en los afueras de la población, que aprovechan los vecinos para su consumo doméstico. Confina N Vega de Perros, E Quintanilla; S Formigones, y O Soto y Amio, todos a menos de ¼ de legua de distancia. El terreno es de buena calidad. Los caminos locales y se hallan en mal estado; recibe la correspondencia de la Magdalena. Producciones: centeno, patatas, yerbas de pasto y algún trigo; cría ganado lanar, cabrío, vacuno y caballar; caza de perdices, liebres, corzos y algún jabalí. Su comercio consiste en la exportación del grano sobrante, e importación de los artículos que faltan para el consumo. Población: 8 vecinos, 33 almas; Contribución: con el ayuntamiento (V.).
Diccionario geográfico-estadístico-histórico de España y sus posesiones de Ultramar